# 10. únor
10. únor je 41. den roku podle gregoriánského kalendáře. Do konce roku zbývá 324 dní (325 v přestupném roce). Svátek má Mojmír.

## Události

### Česko
- 1364 – V Brně uzavřena dynastická smlouva mezi Lucemburky a Habsburky. Obě strany se zavázaly, že v případě vymření jednoho z rodů připadnou všechny jejich země rodu druhému.
- 1879 – Na Dole Döllinger u Duchcova na Teplicku se utopilo 23 horníků.
- 1918 – Sloučením čtyř stran vznikla Česká státoprávní demokracie.
- 1955 – Na Pankráci popraveni členové protikomunistické odbojové skupiny Černý lev 777 Jiří Řezáč, Jaroslav Sirotek a Bohumil Šíma.
- 1975 – Na náměstí Republiky v Praze byl otevřen obchodní dům Kotva.
- 1981 – Třetím mluvčím Charty 77 se stal Jaroslav Šabata.
- 2006 – Česká televize zahájila vysílání sportovního kanálu ČT4 Sport.

### Svět
- 1258 – Mongolové, vedení chánem Hülegüm, vyplenili Bagdád a povraždili většinu jeho obyvatel (odhadem 250 000 lidí). Islámský zlatý věk končí.
- 1306 – Před oltářem kostela Greyfriars v Dumfries zavraždil Robert de Bruce Johna Comyna a rozpoutal tak revoluci o skotskou nezávislost.
- 1495 – Katolická církev založila ve skotském Aberdeenu Královskou kolej.
- 1567 – Po výbuchu domu Kirk o'Field v Edinburghu ve Skotsku byl nalezen Jindřich Stuart, lord Darnley, druhý manžel skotské královny Marie Stuartovny, uškrcený.
- 1635 – Kardinál Richelieu založil v Paříži Francouzskou akademii.
- 1720 – Edmund Halley byl jmenován 2. královským astronomem v Anglii.
- 1763 – Ratifikace pařížského míru ukončila sedmiletou válku mezi Francií, Británií, Španělskem a Portugalskem. Anglie získala Kanadu a Floridu.
- 1799 – Počátek Napoleonova tažení do Sýrie.
- 1937 – V Berlíně bylo uzavřeno Mezinárodní ujednání o přepravě mrtvol, zaveden tzv. Umrlčí pas.
- 1940 – Byla zahájena deportace Poláků do SSSR.
- 1945 – Sovětskou ponorkou S-13 byla potopena německá transportní loď General von Steuben. Zahynulo 3608 osob.
- 1962 – Zajatý americký špionážní pilot Francis Gary Powers byl vyměněn za zajatého sovětského špióna Rudolfa Abela.
- 1995 – Lotyšsko se stalo členem Rady Evropy.
- 1996 – Superpočítač Deep Blue firmy IBM poprvé porazil šachového velmistra Garriho Kasparova.
- 2000 – Byl oznámen objev kvark–gluonového plazmatu.
- 2005 – Severní Korea přiznala vlastnictví atomových zbraní.
- 2006 – Začaly Zimní olympijské hry 2006 v italském Turíně.
- 2008 – Padla rukou žháře brána Namdemun v jihokorejském Soulu.
- 2018 – V jihokorejském Pchjongčchangu začaly XXIII. zimní olympijské hry.

## Narození

### Česko

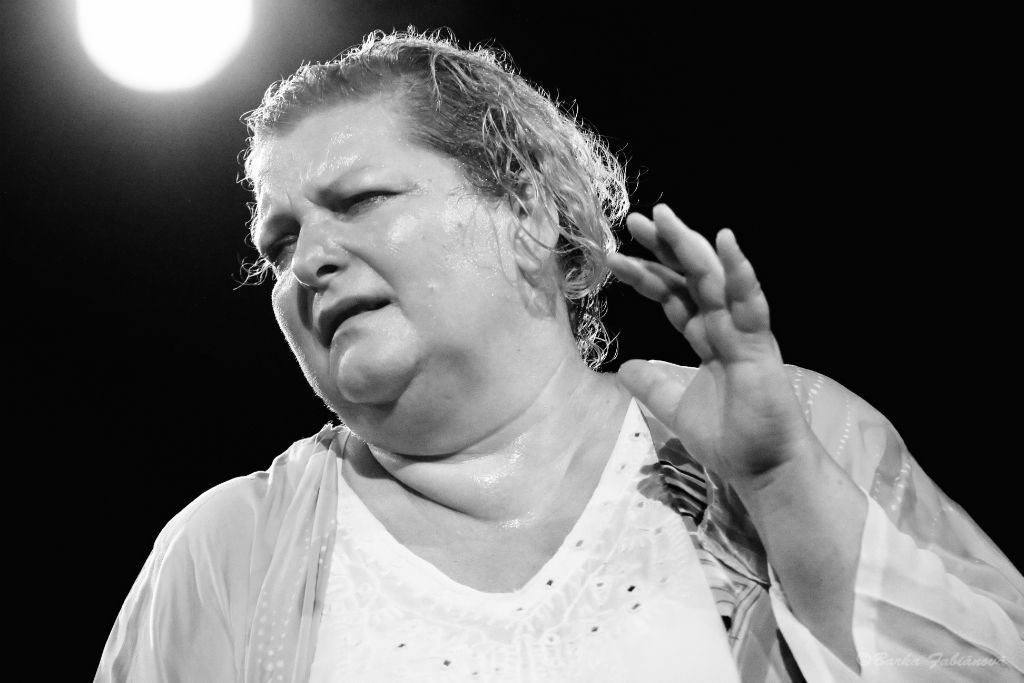
Ida Kelarová (* 1956)

- 1819 – Josef Věnceslav Soukup, učitel, hudební skladatel, malíř a odborný publicista († 23. července 1882)
- 1851 – Josef Antonín Hůlka, českobudějovický biskup († 10. února 1920)
- 1852 – Vilém Nikodém, spisovatel, archivář a kronikář († 28. prosince 1930)
- 1854 – Marie Bittnerová, herečka († 2. ledna 1898)
- 1861 – Jaroslav Palliardi, právník, archeolog a sběratel († 11. března 1922)
- 1869 – Franz Zeischka, dirigent († 13. září 1909)
- 1878 – Zdeněk Nejedlý, muzikolog, literární historik a politik († 9. března 1962)
- 1882 – Bedřich Vašek, děkan teologické fakulty v Olomouci († 14. srpna 1959)
- 1888
  - Valentin Držkovic, malíř a grafik († 27. října 1969)
  - Blažena Rylek Staňková, hudební skladatelka († 1974)
- 1901 – Jaroslav Očenášek, hudební skladatel († 19. července 1968)
- 1902
  - Josef Pleticha, československý fotbalový reprezentant († 1947)
  - Josef Bartoš, hudební pedagog, skladatel a sbormistr († 14. srpna 1966)
- 1906 – Josef Klapuch, zápasník, olympionik, stříbrná medaile na OH 1936 († 18. prosince 1985)
- 1909 – Ladislav Hájek, archeolog († 6. října 1987)
- 1918 – Imrich Erös, československý voják a příslušník výsadku Courier-5 († 30. listopadu 1993)
- 1919 – Miroslav Doležal, herec († 12. dubna 2009)
- 1920 – Alois Sivek, literární historik a kritik († 7. října 1971)
- 1921 – Theodor Reimann, československý fotbalový reprezentant († 30. srpna 1982)
- 1923 – Jan Kudrna, ragbista a trenér († 26. června 2003)
- 1929 – František Nepil, spisovatel († 8. září 1995)
- 1930 – Ivo Štuka, básník, spisovatel, novinář, překladatel († 20. listopadu 2007)
- 1941 – Pavel Vašák, literární teoretik († 7. února 2011)
- 1943 – Jaroslav Jurečka, vědecký pracovník a politik
- 1945 – Zdeněk Pinc, pedagog a filosof
- 1950 – Josef Veselý, rozhlasový autor, publicista, moderátor
- 1954 – Jiří Pešek, historik
- 1956
  - Ida Kelarová, zpěvačka
  - Aleš Svoboda, výtvarník, multimediální umělec, redaktor a pedagog
- 1957
  - Tereza Brdečková, filmová kritička, novinářka, publicistka, spisovatelka
  - Zdeněk Bureš, herec
- 1959 – Jan Kratochvíl, profesor informatiky a děkan Matematicko-fyzikální fakulty Karlovy univerzity
- 1960 – Renata Sabongui, tanečnice a pedagožka
- 1963 – Antonín Stavjaňa, hokejista a trenér
- 1987 – Jakub Kindl, hokejista
- 1993 – Filip Twardzik, fotbalista
- 1995 – Gabriela Pantůčková, tenistka

### Svět

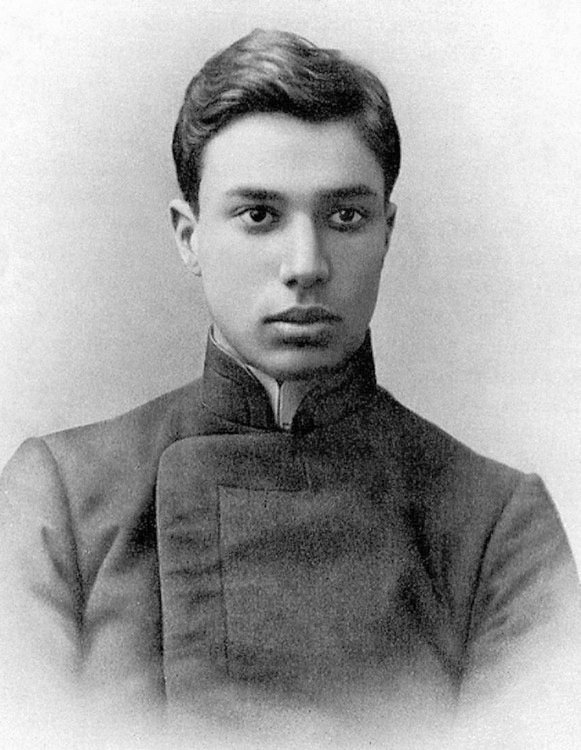
Boris Pasternak (* 1890)

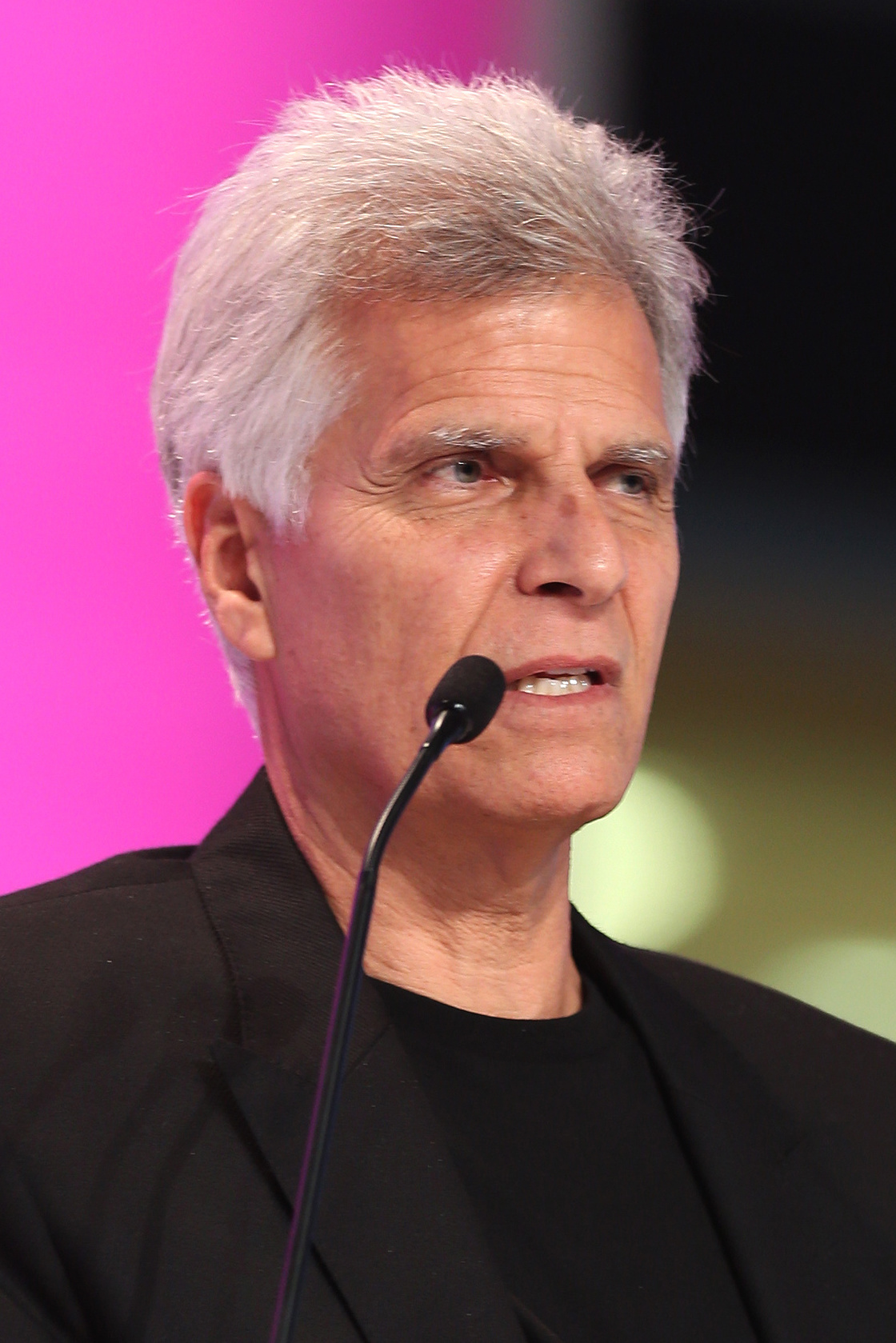
Mark Spitz (* 1950)

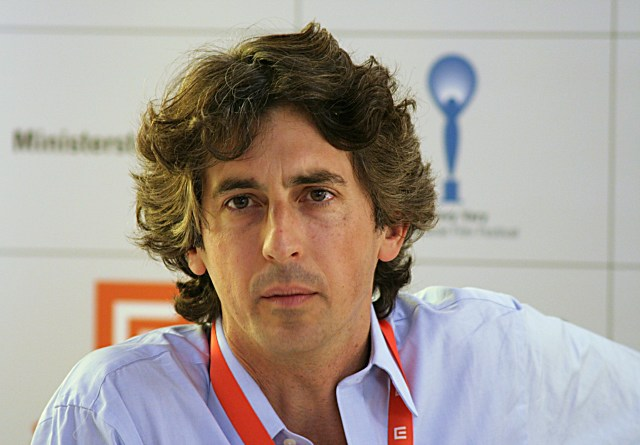
Alexander Payne (* 1961)

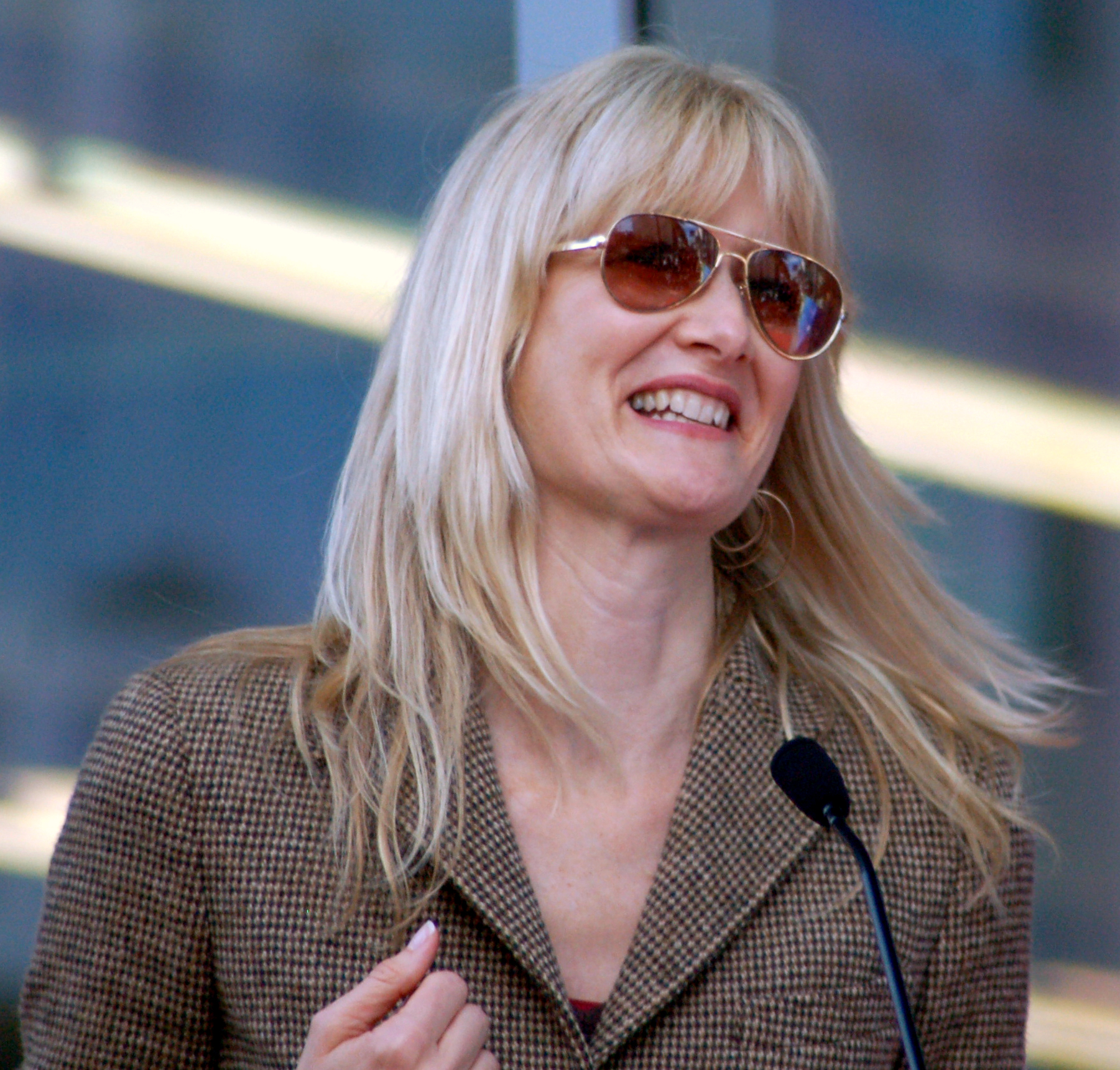
Laura Dernová (* 1967)

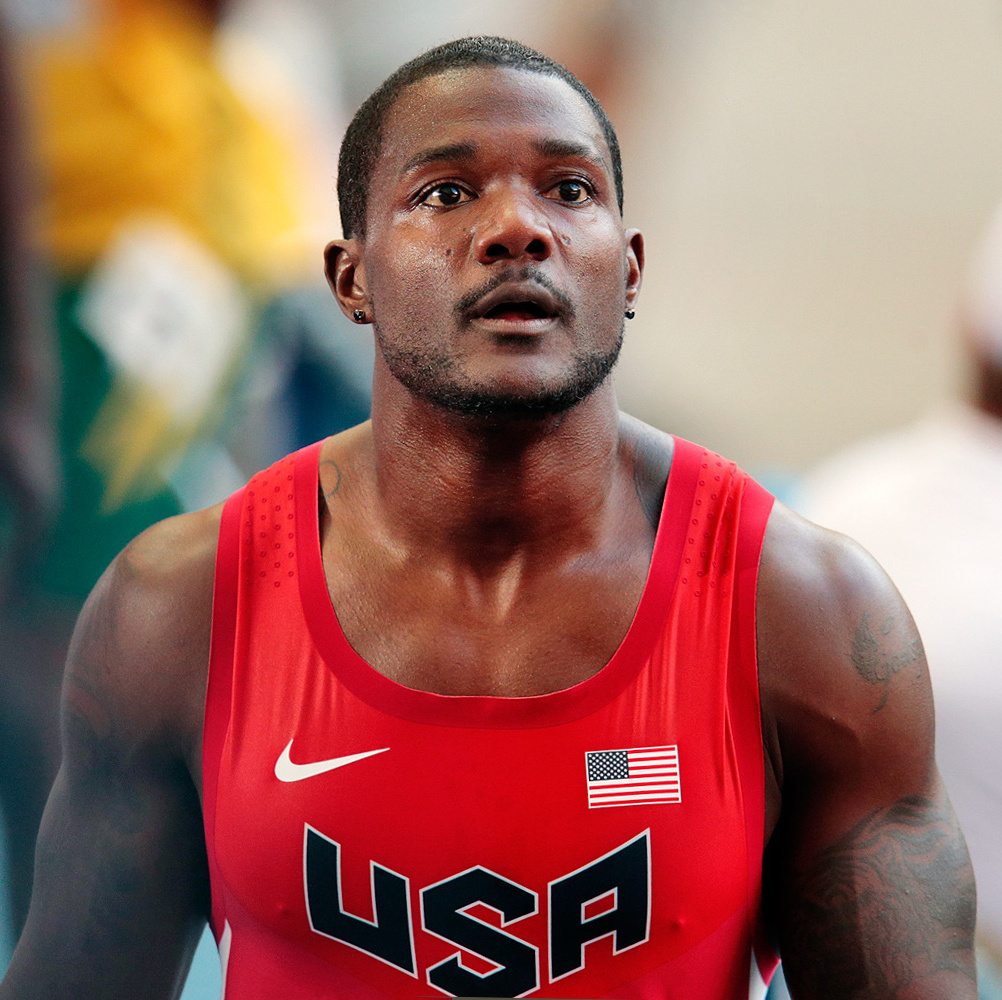
Justin Gatlin (* 1982)

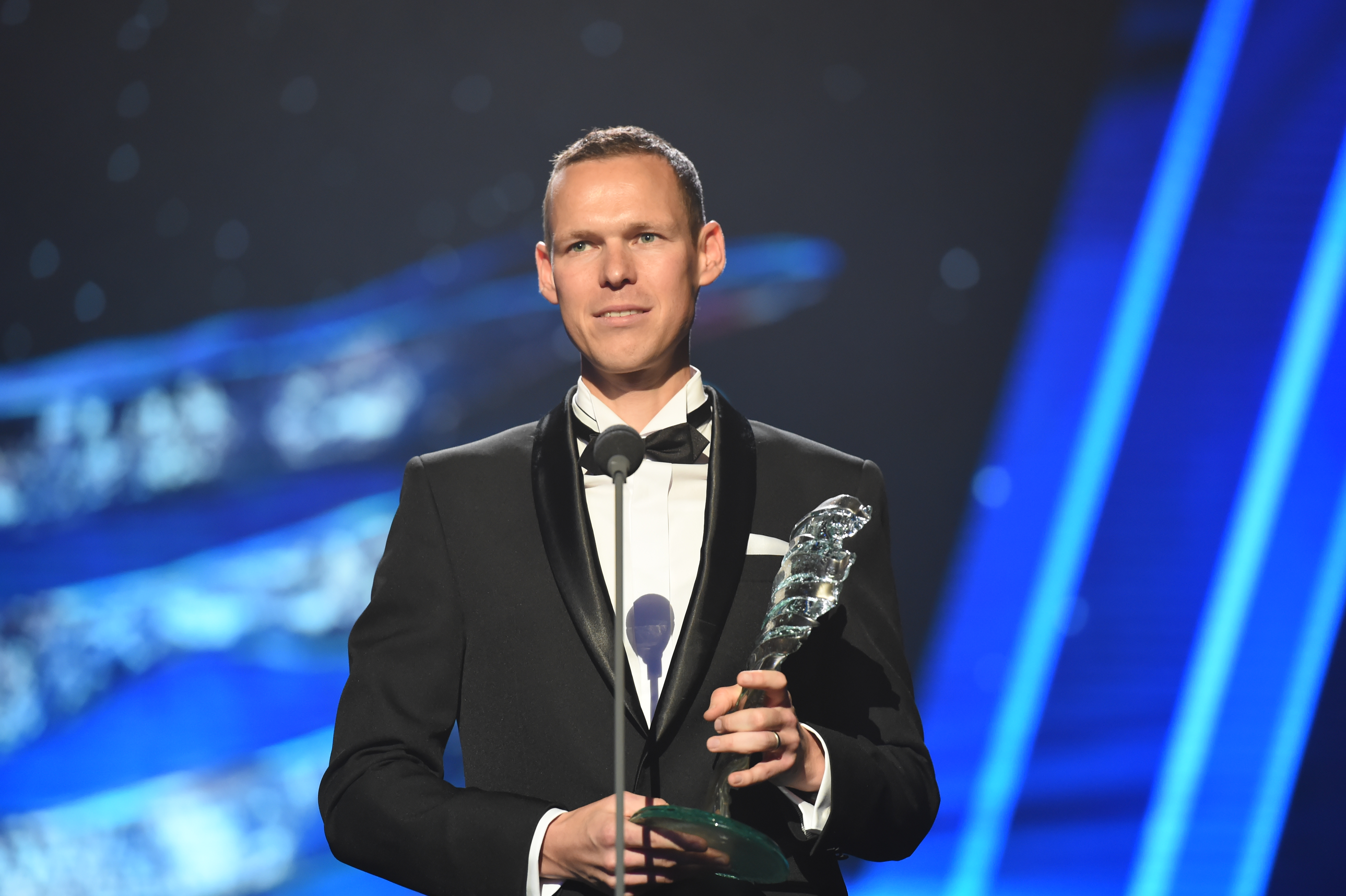
Matej Tóth (* 1983)

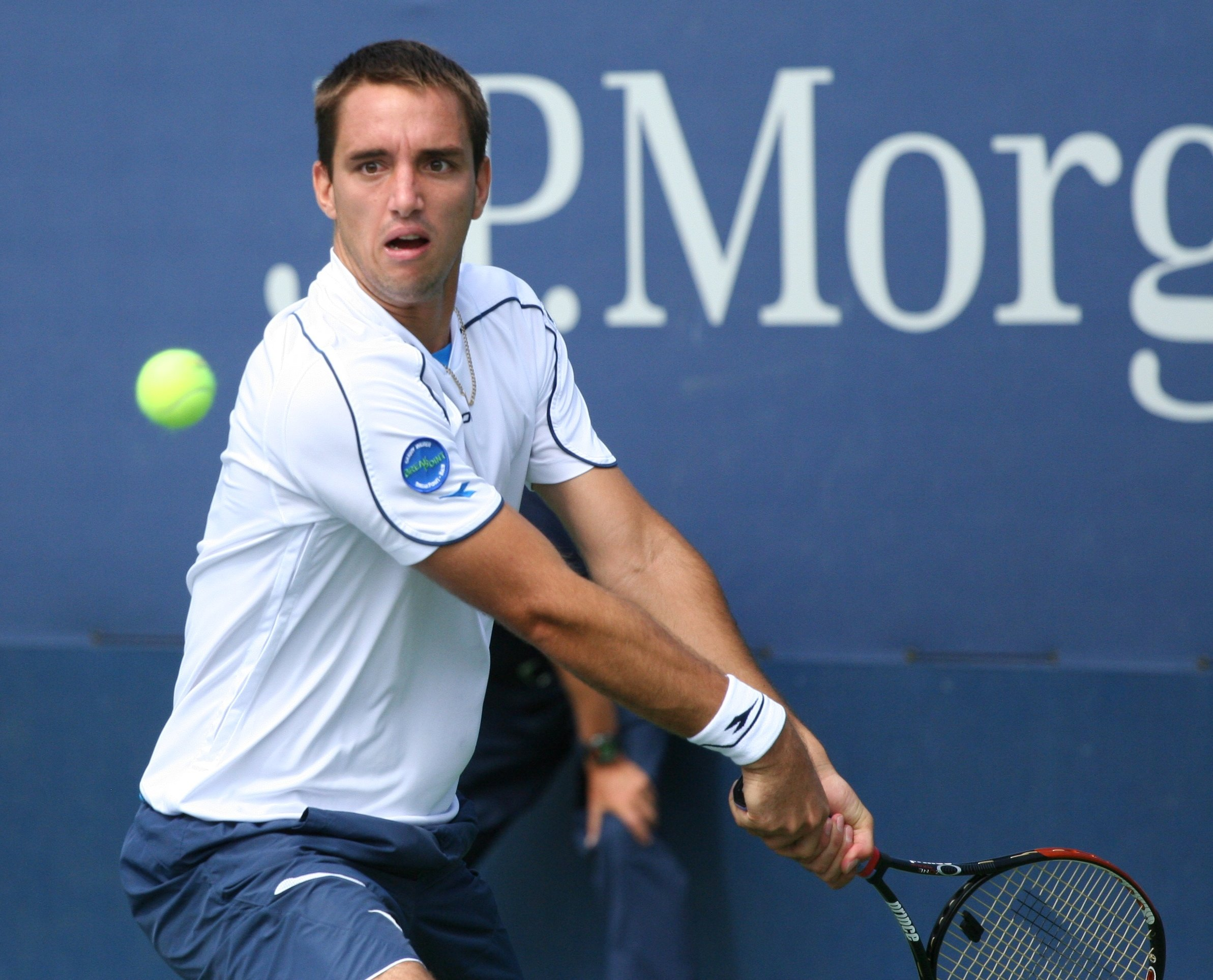
Viktor Troicki (* 1986)

- 1327 – Fridrich II. Habsburský, syn vévody Oty Veselého († 11. prosince 1344)
- 1606 – Kristina Marie Bourbonská, sestra Ludvíka XIII. a savojská vévodkyně († 27. prosince 1663)
- 1656 – Ferdinand de Marsin, francouzský generál a diplomat († 9. září 1706)
- 1745 – Levin August von Bennigsen, ruský generál německého původu († 3. prosince 1826)
- 1753 – Johann Rason, rakouský právník, rektor olomouckého lycea († 2. dubna 1796)
- 1773 – Paolo di Pola, benátský šlechtic, básník, libretista († 3. prosince 1841)
- 1775 – Charles Lamb, anglický spisovatel († 27. prosince 1834)
- 1791 – Francesco Hayez, milánský malíř († 21. prosince 1882)
- 1805 – Svatý Cyriak Chavara, indický katolický kněz († 3. ledna 1871)
- 1807 – Lajos Batthyány, první předseda maďarské parlamentní vlády († 6. října 1849)
- 1818 – Karol Beyer, polský fotograf a numismatik († 8. listopadu 1877)
- 1820 – Cornelius Gurlitt, německý hudební skladatel († 17. června 1901)
- 1825 – James Wallace Black, americký fotograf († 5. ledna 1896)
- 1829 – Simon Schwendener, švýcarský botanik († 27. května 1919)
- 1835 – Victor Hensen, německý fyziolog, embryolog a mořský biolog († 5. dubna 1924)
- 1840 – Per Teodor Cleve, švédský chemik a geolog († 18. června 1905)
- 1841 – Bartolo Longo, italský katolický laik, blahoslavený († 5. října 1926)
- 1859
  - Benedicte Wrensted, dánská fotografka († 19. ledna 1949)
  - Alexandre Millerand, francouzský politik († 7. dubna 1943)
- 1861 – Matija Murko, slovinský literární historik († 11. února 1952)
- 1863 – Ferdinand Flodin, švédský fotograf († 2. listopadu 1935)
- 1866 – Gabriel Finne, norský spisovatel († 3. července 1899)
- 1881 – Kenneth McArthur, jihoafrický atlet, olympijský vítěz v maratonu († 13. června 1960)
- 1885 – Josef Weingartner, německý kněz a historik umění († 11. května 1957)
- 1887 – Karl Zuchardt, německý spisovatel a dramatik († 12. listopadu 1968)
- 1890
  - Fanny Kaplanová, ruská politická revolucionářka († 3. září 1918)
  - Boris Leonidovič Pasternak, ruský básník a spisovatel, nositel Nobelovy ceny za literaturu († 30. května 1960)
- 1893 – Bill Tilden, americký tenista († 5. června 1953)
- 1894 – Harold Macmillan, britský premiér († 29. prosince 1986)
- 1895
  - Alister Hardy, britský mořský biolog († 22. května 1985)
  - Vilém Habsbursko-Lotrinský, syn arcivévody Karla Štěpána, následník ukrajinského trůnu († 18. srpna 1948)
- 1897
  - John Franklin Enders, americký bakteriolog, virolog a parazitolog, Nobelova cena za fyziologii a lékařství 1954 († 8. září 1985)
  - Judith Andersonová, australská herečka († 3. ledna 1992)
- 1898
  - Bertolt Brecht, německý dramatik, divadelní teoretik a režisér († 14. srpna 1956)
  - Joseph Kessel, francouzský novinář a spisovatel († 23. července 1979)
- 1901 – Richard Brauer, německý matematik žijící v USA († 17. dubna 1977)
- 1903
  - Matthias Sindelar, rakouský fotbalista († 23. ledna 1939)
  - Waldemar Hoven, nacistický válečný zločinec († 2. června 1948)
- 1904 – Emil Bodnăraş, rumunský komunistický politik († 24. ledna 1976)
- 1905 – Rachel Thomas, velšská herečka († 8. února 1995)
- 1910
  - Evženie Řecká a Dánská, vévodkyně z Castel Duino († 13. února 1989)
  - Dominique Pire, belgický dominikán, Nobelova cena za mír 1958 († 30. ledna 1969)
- 1911 – Mstislav Keldyš, sovětský vědec, matematik, fyzik a pedagog († 24. června 1978)
- 1921 – Joseph Walker, americký pilot a astronaut († 8. června 1966)
- 1922
  - Árpád Göncz, prezident Maďarska, spisovatel, překladatel († 4. srpna 2000)
- 1923 – Cesare Siepi, italský operní zpěvák († 5. července 2010)
- 1925 – Pierre Mondy, francouzský herec († 15. září 2012)
- 1926 – Danny Blanchflower, severoirský fotbalista († 9. prosince 1993)
- 1928 – Howard Sachar, americký historik († 18. dubna 2018)
- 1929
  - Jerry Goldsmith, americký hudební skladatel a dirigent († 21. července 2004)
  - Bertrand Poirot-Delpech, francouzský spisovatel a novinář († 14. listopadu 2006)
- 1932
  - Walter Perkins, americký jazzový bubeník († 14. února 2004)
  - Alan Levy, americký novinář a spisovatel literatury faktu († 2. dubna 2004)
  - Roland Hanna, americký jazzový klavírista († 13. listopadu 2002)
- 1934 – Rahn Burton, americký jazzový klavírista († 25. ledna 2013)
- 1937
  - Roberta Flack, americká hudební pedagožka, zpěvačka, pianistka a skladatelka
  - Jurij Pojarkov, sovětský volejbalista († 10. února 2017)
- 1940 – Mary Randová, britská olympijská vítězka ve skoku do dálky
- 1944 – Jean-Daniel Cadinot, francouzský režisér, producent filmů s homosexuální tematikou a fotograf († 23. dubna 2008)
- 1947
  - Chris Ethridge, americký baskytarista († 23. dubna 2012)
  - Butch Morris, americký kornetista († 29. ledna 2013)
- 1950 – Mark Spitz, americký plavec, sedminásobný olympijský vítěz z roku 1972
- 1952
  - Ján Budaj, slovenský politik
  - Cvika Greengold, izraelský národní hrdina
  - Lee Hsien Loong, premiér Singapuru
- 1953 – Michael Grüttner, německý historik
- 1955 – Greg Norman, australský golfista
- 1958
  - Thomas Ruff, německý fotograf
  - Maciej Płażyński, maršálek polského Sejmu († 10. dubna 2010)
- 1961 – Alexander Payne, americký filmový režisér a scenárista
- 1962 – Cliff Burton, americký basový kytarista († 27. září 1986)
- 1964
  - Ruthie Foster, americká zpěvačka
  - Glenn Beck, americký moderátor
- 1967 – Laura Dernová, americká herečka
- 1968 – Garrett Reisman, americký inženýr a astronaut
- 1974
  - Ivri Lider, izraelský zpěvák
  - Elizabeth Banksová, americká herečka
- 1976 – Keeley Hawes, britská herečka
- 1980 – Martín Vassallo Argüello, argentinský tenista
- 1981
  - Stephanie Beatriz, americká herečka
  - Uzo Aduba, americká herečka
- 1982 – Justin Gatlin, americký atlet
- 1983 – Matej Tóth, slovenský atlet, chodec
- 1986
  - Viktor Troicki, srbský tenista
  - Radamel Falcao, kolumbijský fotbalista
- 1987 – Frederiek Nolf, belgický cyklista († 5. února 2009)
- 1988 – Francesco Acerbi, italský fotbalista
- 1991 – Emma Robertsová, americká herečka
- 1992 – Steven Kitshoff, jihoafrický ragbista
- 1997
  - Nadia Podoroská, argentinská tenistka
  - Chloë Moretzová, americká herečka

## Úmrtí

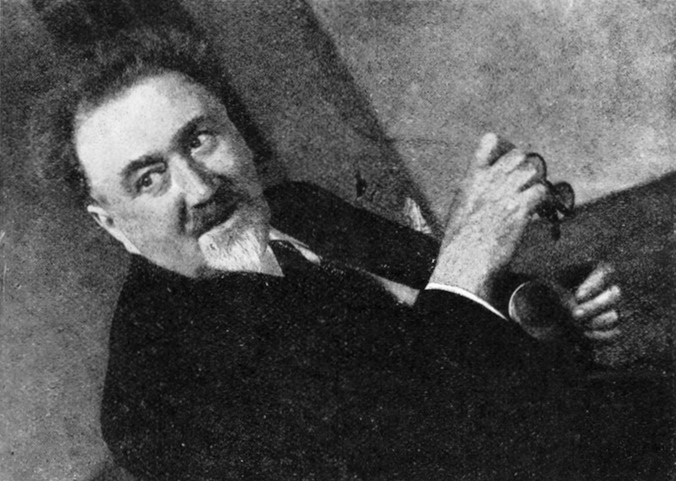
Max Švabinský († 1962)

### Česko
- 1161 – Sylvestr, pražský biskup (* ?)
- 1772 – Josef Václav z Lichtenštejna, generál a velmi úspěšný válečník (* 9. srpna 1696)
- 1834 – Josef Linda, spisovatel (* 1789 nebo 1792)
- 1881 – František Karel Drahoňovský, básník-humorista (* 12. června 1812)
- 1882 – Ferdinand Voith, český státní úředník a politik (* 1812)
- 1891 – Otakar Feistmantel, geolog a paleontolog (* 20. listopadu 1848)
- 1899 – Josef Emler, český historik a archivář (* 10. ledna 1836)
- 1905 – Heinrich Seidemann, poslanec Českého zemského sněmu a Říšské rady, starosta Jablonce nad Nisou (* 21. prosince 1826)
- 1920 – Josef Antonín Hůlka, českobudějovický biskup (* 10. února 1851)
- 1929 – Emil Tréval, český lékař a spisovatel (* 13. prosince 1859)
- 1942
  - Bohumil Benoni, český operní pěvec – barytonista (* 25. února 1862)
  - Jaroslav Kallab, právník, rektor Masarykovy univerzity (* 24. června 1879)
- 1957
  - Josef Benoni, dramatik, spisovatel a impresionistický malíř (* 23. srpna 1870)
  - Josef Wagner, sochař a kreslíř (* 2. března 1901)
- 1961 – Jakub Deml, spisovatel (* 20. srpna 1878)
- 1962 – Max Švabinský, malíř a grafik (* 17. září 1873)
- 1967 – Vladimír Raffel, spisovatel a psychiatr (* 30. srpna 1898)
- 1969 – Laura Třešňáková, česká divadelní herečka (* 26. října 1895)
- 1985 – Jan Brod, lékař, zakladatel české nefrologie (* 19. května 1912)
- 1989 – Andrej Žiak, československý politik (* 24. října 1900)
- 1993
  - Zdeněk Chotěnovský, český malíř, ilustrátor, grafik a scénograf (* 5. září 1929)
  - Jan Grossman, divadelní režisér, literární a divadelní kritik (* 22. května 1925)
- 1994 – Ján Grajzel, československý voják a příslušník výsadku Embassy (* 3. února 1920)
- 2003 – Jan Veselý, cyklista (* 17. června 1923)
- 2010 – Václav Knoll, astronom (* 11. května 1964)
- 2012 – Josef Poláček, afrikanista (* 29. ledna 1931)
- 2018 – Ludmila Švédová, sportovní gymnastka (* 13. listopadu 1936)

### Svět

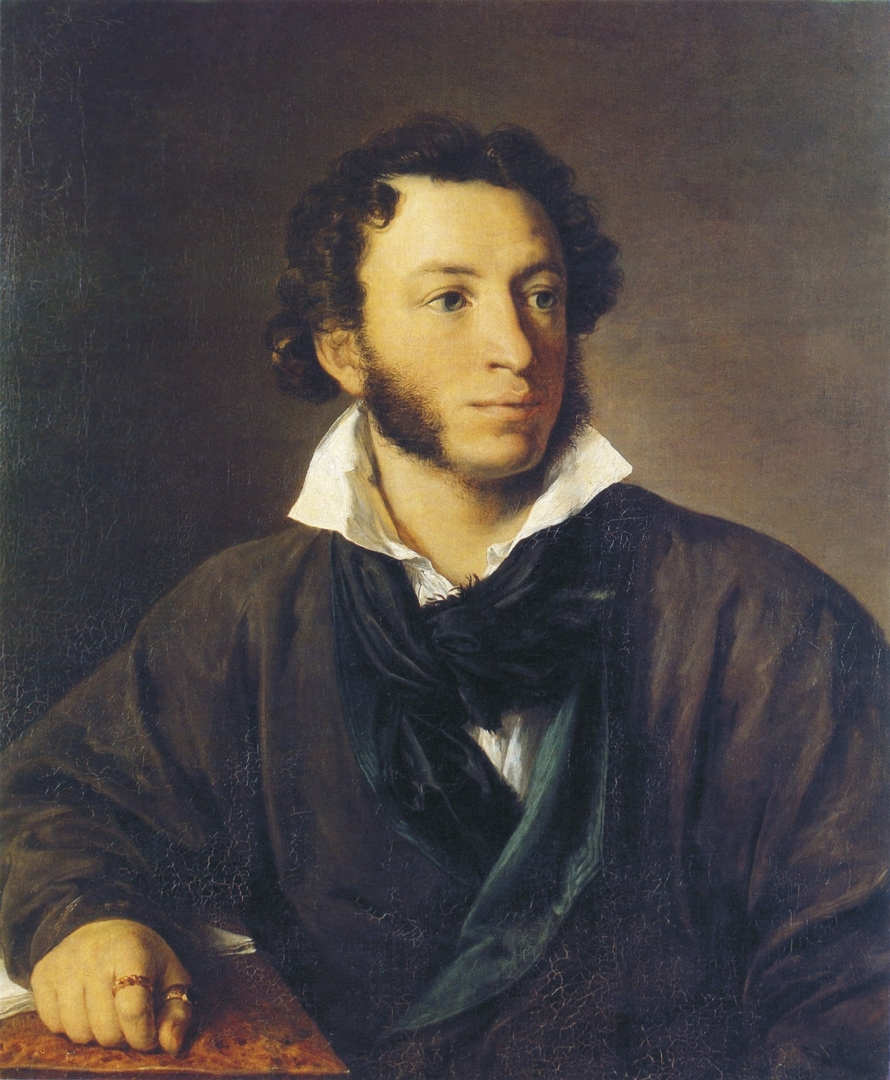
Alexandr Sergejevič Puškin († 1837)

- 1050 – Ingegerda Švédská, švédská princezna a kyjevská velkokněžna (* kolem 1000)
- 1126 – Vilém IX. Akvitánský, akvitánský vévoda a hrabě z Poitiers (* 22. října 1071)
- 1134 – normandský vévoda Robert II. (* 1051/1054?)
- 1162 – Balduin III., král křižáckého Jeruzalémského království (* 1130)
- 1242 – Šidžó, 87. japonský císař (* 17. března 1231)
- 1307 – Temür, druhý císař říše Jüan a šestý veliký chán mongolské říše (* 15. října 1265)
- 1503 – Kateřina Tudorovna, sedmé a poslední dítě krále Jindřicha VII. Tudora (* 2. února 1503)
- 1524 – Kateřina Saská, rakouská arcivévodkyně, tyrolská hraběnka (* 24. července 1468)
- 1567 – Jindřich Stuart, lord Darnley, vévoda z Albany, král skotský (* 7. prosince 1545)
- 1598 – Anna Habsburská, polská a švédská královna (* 16. srpna 1573)
- 1660 – Judith Leyster, holandská malířka (* 28. července 1609)
- 1714 – Jean de Lamberville, francouzský misionář (* 27. prosince 1633)
- 1722 – Bartholomew Roberts, velšský pirát (* 17. května 1682)
- 1723 – Eleonora Barbora z Thun-Hohenštejna, kněžna z Lichtenštejna (* 4. května 1661)
- 1743 – Louise Adélaïde d'Orléans, francouzská princezna (* 13. srpna 1698)
- 1755 – Charles Louis Montesquieu, francouzský filozof a spisovatel (* 18. ledna 1689)
- 1772 – Josef Václav z Lichtenštejna, lichtenštejnský kníže (* 9. srpna 1696)
- 1787 – Károly Ferenc Palma, maďarský jezuita, probošt a biskup (* 18. srpna 1735)
- 1794 – Jacques Roux, francouzský duchovní a revolucionář (* 21. srpna 1752)
- 1822 – Albert Kazimír Sasko-Těšínský, těšínský vévoda a mecenáš umění (* 11. června 1738)
- 1829 – Lev XII., papež (* 22. srpna 1760)
- 1837 – Alexandr Sergejevič Puškin, ruský básník, prozaik a dramatik (* 6. června 1799)
- 1855 – Ferdinand Maria Savojsko-Carignanský, sardinský princ z rodu savojských (* 15. listopadu 1822)
- 1856 – William Henry Sleeman, britský voják a koloniální úředník (* 8. srpna 1788)
- 1859 – Anna Saská, saská princezna z dynastie Wettinů (* 4. ledna 1836)
- 1865 – Heinrich Lenz, německý fyzik (* 12. února 1804)
- 1868 – David Brewster, skotský fyzik a matematik (* 11. prosince 1781)
- 1878 – Claude Bernard, francouzský lékař, průkopník experimentální medicíny a fyziologie (* 12. července 1813)
- 1879 – Honoré Daumier, francouzský malíř a sochař (* 26. února 1808)
- 1891 – Sofja Kovalevská, ruská matematička (* 15. ledna 1850)
- 1897 – Antonio Bazzini, italský houslista a skladatel (* 11. března 1818)
- 1901
  - Telemaco Signorini, italský malíř (* 18. srpna 1835)
  - Max von Pettenkofer, německý lékař – hygienik (* 3. prosince 1818)
- 1902 – Francis A. Pratt, americký inženýr, vynálezce (* 15. února 1827)
- 1912 – Joseph Lister, anglický chirurg, průkopník antisepse (* 5. dubna 1827)
- 1913 – Konstantinos Tsiklitiras, řecký olympijský vítěz ve skoku do dálky z místa (* 13. října 1888)
- 1917 – John William Waterhouse, anglický malíř (* 6. dubna 1849)
- 1918
  - Abdulhamid II., turecký sultán (* 21. září 1842)
  - Ernesto Teodoro Moneta, italský novinář, pacifista, držitel Nobelovy ceny za mír (* 20. září 1833)
- 1923 – Wilhelm Conrad Röntgen, německý fyzik (* 27. března 1845)
- 1925 – Aristide Bruant, francouzský komik a zpěvák (* 6. května 1851)
- 1928 – Štefan Dávid, slovenský filolog a pedagog (* 11. července 1838)
- 1928 – sv. José Sánchez del Río, mexický mučedník z období povstání kristerů (* 28. března 1913)
- 1932
  - Eugene de Blaas, italský malíř (* 24. července 1843)
  - Edgar Wallace, anglický spisovatel (* 1. dubna 1875)
- 1938 – Alexandr Jakovlevič Arosev, ruský spisovatel, politik a diplomat (* 25. května 1890)
- 1939
  - Vladimir Antonov-Ovsejenko, sovětský bolševický vůdce a diplomat (* 21. března 1883)
  - Jozef Kállay, čs. ministr pro správu Slovenska (* 12. srpna 1881)
  - Pius XI., 264. papež (* 31. května 1857)
- 1940 – Artur Nikodem, rakouský malíř (* 6. února 1870)
- 1944
  - Kustaa Pihlajamäki, finský zápasník, olympijský vítěz (* 7. dubna 1902)
  - Eugène Michel Antoniadi, řecký astronom (* 10. března 1870)
  - Israel Jošua Singer, židovský spisovatel (* 30. listopadu 1893)
- 1945 – Giovanni Palatucci, italský bojovník proti fašismu, nositel titulu Spravedlivý mezi národy (* 31. května 1909)
- 1950 – Marcel Mauss, francouzský sociolog a antropolog (* 10. května 1872)
- 1953 – Matthäus Quatember, generální opat Cisterciáckého řádu († 1. května 1894)
- 1957 – Laura Ingalls Wilder, americká spisovatelka († 7. února 1867)
- 1958 – Nezihe Muhiddin, turecká novinářka, spisovatelka a politička (* 1889)
- 1960 – Aloysius Stepinac, chorvatský kardinál, arcibiskup Záhřebu (* 8. května 1898)
- 1966 – Giuseppe Burzio, duchovní a vatikánský diplomat (* 21. ledna 1901)
- 1979 – Edvard Kardelj, slovinský marxistický teoretik, politik a státník, blízký spolupracovník maršála Josipa Broze Tita (* 27. ledna 1910)
- 1992 – Alex Haley, americký spisovatel (* 11. srpna 1921)
- 1993 – Maurice Bourgès-Maunoury, francouzský premiér (* 19. srpna 1914)
- 1995 – Fabien Mazuer, francouzský sportovní lezec (* 17. března 1975)
- 1997 – Brian Connolly, skotský zpěvák (* 5. října 1945)
- 1999 – Joan Curran, velšská fyzička (* 26. února 1916)
- 2002
  - Traudl Junge, osobní sekretářka Adolfa Hitlera (* 3. března 1920)
  - Dave Van Ronk, americký folk bluesový zpěvák (* 30. června 1936)
- 2003 – Edgar de Evia, americký fotograf (* 30. července 1910)
- 2005 – Arthur Miller, americký spisovatel a dramatik (* 17. října 1915)
- 2008 – Roy Scheider, americký herec (* 10. listopadu 1932)
- 2009 – Jeremy Lusk, americký freestylový motokrosař (* 26. listopadu 1984)
- 2014
  - Shirley Temple-Blacková, americká herečka a politička (* 23. dubna 1928)
  - Stuart Hall, britský teoretik kulturálních studií a sociolog (* 3. února 1932)
- 2015 – Karl Josef Becker, německý římskokatolický kněz, kardinál (* 18. dubna 1928)
- 2017
  - Piet Keizer, nizozemský fotbalista (* 14. června 1943)
  - Jurij Pojarkov, sovětský volejbalista (* 10. února 1937)
- 2021 – Larry Flynt, americký vydavatel (* 1. listopadu 1942)

## Svátky

### Česko
- Mojmír
- Gozard
- Scholastika
- Sotira

### Svět
- Světový den luštěnin

## Pranostiky

### Česko
- O svaté Školastice navleč si rukavice.

| 10. únor v pražském KlementinuÚdaje jsou platné k 11. 3. 2025. | 10. únor v pražském KlementinuÚdaje jsou platné k 11. 3. 2025. | 10. únor v pražském KlementinuÚdaje jsou platné k 11. 3. 2025. |
| minimum                                                        | denní průměr                                                   | maximum                                                        |
| -------------------------------------------------------------- | -------------------------------------------------------------- | -------------------------------------------------------------- |
| −24,3 °C (1956)                                                | 1,4 °C (od 1961)                                               | 14,6 °C (2020)                                                 |